# Na zesłanie w Sybir
Na zesłanie w Sybir – obraz olejny autorstwa Witolda Pruszkowskiego, namalowany w roku 1893. Dzieło znajduje się w zbiorach Lwowskiej Galerii Sztuki we Lwowie na Ukrainie.
Obraz ukazuje wędrówkę zesłańców pilnowanych przez konwojenta przez śnieżną otchłań Syberii, nad którą góruje znak graniczny z herbem Imperium Rosyjskiego i krzyże (po prawej) oznaczające miejsce śmierci ich poprzedników, którzy nie doszli do celu.